# Calopteryx hyalina
Calopteryx hyalina е вид водно конче от семейство Calopterygidae. Видът е застрашен от изчезване.

## Разпространение
Разпространен е в Израел, Ливан и Сирия.

## Описание
Популацията на вида е намаляваща.